# États-Unis aux Jeux olympiques d'été de 1992
Les États-Unis participent aux Jeux olympiques d'été de 1992 à Barcelone. Il s'agit de leur 21e participation à des Jeux d'été.
La délégation américaine, composée de 545 athlètes, termine deuxième du classement par nations avec 108 médailles (37 en or, 34 en argent et 37 en bronze).

## Liste des médaillés américains

### Médailles d'or
| Sport                  | Discipline                           | Athlète(s) | Performance                             | Date       |
| Médailles d'or : 37    |                                      | |                                         |            |
| Athlétisme             | Lancer du poids masculin             | Mike Stulce | 21,70 mètres                            | 31 juillet |
| Athlétisme             | 100 m féminin                        | Gail Devers | 10 s 82                                 | 1er août   |
| Athlétisme             | Heptathlon                           | Jackie Joyner-Kersee | 7 044 pts                               | 2 août     |
| Athlétisme             | Triple saut masculin                 | Mike Conley | 18,17 mètres (RM)                       | 3 août     |
| Athlétisme             | 400 m masculin                       | Quincy Watts | 43 s 50 (RO)                            | 5 août     |
| Athlétisme             | 200 m masculin                       | Michael Marsh | 20 s 01                                 | 6 août     |
| Athlétisme             | 200 m féminin                        | Gwen Torrence | 21 s 81                                 | 6 août     |
| Athlétisme             | 400 m haies masculin                 | Kevin Young | 46 s 78 (RM)                            | 6 août     |
| Athlétisme             | Saut en longueur masculin            | Carl Lewis | 8,67 mètres                             | 6 août     |
| Athlétisme             | Relais 4 x 100 m masculin            | Michael Marsh Leroy Burrell Dennis Mitchell Carl Lewis James Jett* | 37 s 40 (RM)                            | 8 août     |
| Athlétisme             | Relais 4 x 100 m féminin             | Evelyn Ashford Esther Jones Carlette Guidry Gwen Torrence Michelle Finn* | 42 s 11                                 | 8 août     |
| Athlétisme             | Relais 4 x 400 m masculin            | Andrew Valmon Quincy Watts Michael Johnson Steve Lewis Darnell Hall* Charles Jenkins Jr.*                                                                                            | 2 min 55 s 74 (RM)                      | 8 août     |
| Basket-ball            | Tournoi masculin                     | Christian Laettner David Robinson Patrick Ewing Larry Bird Scottie Pippen Michael Jordan Clyde Drexler Karl Malone John Stockton Chris Mullin Charles Barkley Earvin "Magic" Johnson | 117 - 85 contre la Croatie              | 8 août     |
| Boxe                   | Poids légers                         | Oscar de la Hoya | victoire contre Rudolph                 | 8 août     |
| Canoë-kayak            | Slalom C2 hommes                     | Scott Strausbaugh Joe Jacobi |                                         |            |
| Gymnastique artistique | Barre fixe hommes                    | Trent Dimas | 9,875 pts                               |            |
| Lutte                  | Poids plume                          | John Smith | Victoire contre Mohammadian             |            |
| Lutte                  | Poids moyens hommes                  | Kevin Jackson | Victoire contre Jabrailov               |            |
| Lutte                  | Poids super-lourds hommes            | Bruce Baumgartner | Victoire contre Thue                    |            |
| Natation               | 100 m brasse masculin                | Nelson Diebel | 1 min 1 s 50 (RO)                       |            |
| Natation               | 200 m brasse masculin                | Mike Barrowman | 2 min 10 s 16 (RM)                      |            |
| Natation               | 100 m papillon masculin              | Pablo Morales | 53 s 32                                 |            |
| Natation               | 200 m papillon masculin              | Melvin Stewart | 1 min 56 s 26 (RO)                      |            |
| Natation               | Relais 4 x 100 m nage libre masculin | Joe Hudepohl Matt Biondi Tom Jager Jon Olsen Shaun Jordan* Joel Thomas* | 3 min 16 s 74                           |            |
| Natation               | Relais 4 x 100 m 4 nages masculin    | Jeff Rouse Nelson Diebel Pablo Morales Jon Olsen David Berkoff* Hans Dersch* Melvin Stewart* Matt Biondi*                                                                            | 3 min 36 s 93 (RM)                      |            |
| Natation               | 200 m nage libre féminin             | Nicole Haislett | 1 min 57 s 90                           |            |
| Natation               | 800 m nage libre féminin             | Janet Evans | 8 min 25 s 52                           |            |
| Natation               | 200 m papillon féminin               | Summer Sanders | 2 min 8 s 67                            |            |
| Natation               | Relais 4 x 100 m nage libre féminin  | Nicole Haislett Angel Martino Jenny Thompson Dara Torres Ashley Tappin* Crissy Ahmann-Leighton*                                                                                      | 3 min 39 s 46 (RM)                      |            |
| Natation               | Relais 4 x 100 m 4 nages féminin     | Crissy Ahmann-Leighton Lea Loveless Anita Nall Jenny Thompson Janie Wagstaff* Megan Kleine* Summer Sanders* Nicole Haislett*                                                         | 4 min 2 s 54 (RM)                       |            |
| Natation synchronisée  | Duo                                  | Sarah Josephson Karen Josephson | 192,175 pts                             |            |
| Natation synchronisée  | Solo                                 | Kristen Babb-Sprague | 191,848 pts                             |            |
| Plongeon               | Tremplin 3 mètres hommes             | Mark Lenzi | 676,53 pts                              |            |
| Tennis                 | Simple dames                         | Jennifer Capriati | 3-6 / 6-3 / 6-4 contre Graf             | 9 août     |
| Tennis                 | Double dames                         | Gigi Fernández Mary Joe Fernández | 7-5 / 2-6 / 6-2 contre Martínez/Sánchez | 9 août     |
| Tir                    | Carabine à 3 positions 50 m          | Launi Meili | 684,3 pts                               |            |
| Voile                  | Star                                 | Mark Reynolds Harold Haenel |                                         |            |

### Médailles d'argent
| Sport                   | Discipline                         | Athlète(s)                                                                             | Performance                   | Date       |
| Médailles d'argent : 34 |                                    |                                                                                        |                               |            |
| Athlétisme              | Lancer du poids masculin           | Jim Doehring                                                                           | 20,96 m                       | 31 juillet |
| Athlétisme              | 110 m haies masculin               | Tony Dees                                                                              | 13 s 24                       | 3 août     |
| Athlétisme              | Triple saut masculin               | Charles Simpkins                                                                       | 17,60 m                       | 3 août     |
| Athlétisme              | 400 m masculin                     | Steve Lewis                                                                            | 44 s 21                       | 5 août     |
| Athlétisme              | 400 m haies féminin                | Sandra Farmer-Patrick                                                                  | 53 s 69                       | 5 août     |
| Athlétisme              | Saut en longueur masculin          | Mike Powell                                                                            | 8,64 m                        | 6 août     |
| Athlétisme              | 100 m haies féminin                | LaVonna Martin                                                                         | 12 s 69                       | 6 août     |
| Athlétisme              | Relais 4 x 400 m féminin           | Natasha Kaiser Gwen Torrence Jearl Miles Rochelle Stevens Denean Hill* Dannette Young* | 3 min 20 s 92                 | 8 août     |
| Aviron                  | Quatre sans barreur masculin       | Jeffrey McLaughlin Doug Burden Thomas Bohrer Patrick Manning                           | 5 min 56 s 68                 |            |
| Aviron                  | Quatre sans barreuse féminin       | Shelagh Donohoe Cynthia Eckert Carol Feeney Amy Fuller                                 | 6 min 31 s 86                 |            |
| Boxe                    | Poids moyens                       | Chris Byrd                                                                             | défaite contre Hernández      | 8 août     |
| Gymnastique artistique  | Concours général individuel femmes | Shannon Miller                                                                         | 39,725 pts                    |            |
| Gymnastique artistique  | Poutre femmes                      | Shannon Miller                                                                         | 9,912 pts                     |            |
| Judo                    | Moins de 78 kg hommes              | Jason Morris                                                                           | défaite contre Yoshida        |            |
| Lutte                   | Poids lourds hommes                | Dennis Koslowski                                                                       | défaite contre Milián         |            |
| Lutte                   | Poids mouche hommes                | Zeke Jones                                                                             | défaite contre Li Hak-son     |            |
| Lutte                   | Poids mi-moyens hommes             | Kenny Monday                                                                           | défaite contre Park Jang-soon |            |
| Natation                | 50 m nage libre masculin           | Matt Biondi                                                                            | 22 s 09                       |            |
| Natation                | 100 m dos hommes                   | Jeff Rouse                                                                             | 54 s 04                       |            |
| Natation                | 200 m 4 nages masculin             | Gregory Burgess                                                                        | 2 min 0 s 97                  |            |
| Natation                | 400 m 4 nages masculin             | Eric Namesnik                                                                          | 4 min 15 s 57                 |            |
| Natation                | 100 m nage libre féminin           | Jenny Thompson                                                                         | 54 s 84                       |            |
| Natation                | 400 m nage libre féminin           | Janet Evans                                                                            | 4 min 7 s 37                  |            |
| Natation                | 100 m brasse féminin               | Anita Nall                                                                             | 1 min 8 s 17                  |            |
| Natation                | 100 m papillon féminin             | Crissy Ahmann-Leighton                                                                 | 58 s 74                       |            |
| Natation                | 200 m 4 nages féminin              | Summer Sanders                                                                         | 2 min 11 s 91                 |            |
| Plongeon                | Plateforme 10 mètres hommes        | Scott Donie                                                                            | 633,63 pts                    |            |
| Tir                     | Carabine 3 positions à 50 m        | Robert Foth                                                                            | 1 266,6 pts                   |            |
| Voile                   | Finn hommes                        | Brian Ledbetter                                                                        |                               |            |
| Voile                   | Lechner A390 hommes                | Michael Gebhardt                                                                       |                               |            |
| Voile                   | Flying Dutchman                    | Stephen Bourdow Paul Foerster                                                          |                               |            |
| Voile                   | Tornado                            | Randy Smyth Keith Notary                                                               |                               |            |
| Voile                   | 470 hommes                         | Morgan Reeser Kevin Burnham                                                            |                               |            |
| Voile                   | Soling                             | Kevin Mahaney James Brady Douglas Kern                                                 |                               |            |

### Médaille de bronze
| Sport                    | Discipline                          | Athlète(s) | Performance            | Date       |
| Médailles de bronze : 37 |                                     | |                        |            |
| Athlétisme               | 100 mètres masculin                 | Dennis Mitchell | 10 s 04                | 1er août   |
| Athlétisme               | Saut en hauteur masculin            | Hollis Conway | 2,34 m                 | 2 août     |
| Athlétisme               | 110 mètres haies masculin           | Jack Pierce | 13 s 26                | 3 août     |
| Athlétisme               | 800 mètres masculin                 | Johnny Gray | 1 min 43 s 97          | 5 août     |
| Athlétisme               | 400 mètres haies féminin            | Janeene Vickers | 54 s 31                | 5 août     |
| Athlétisme               | 200 mètres masculin                 | Michael Bates | 20 s 38                | 6 août     |
| Athlétisme               | Saut en longueur masculin           | Joe Greene | 8,34 m                 | 6 août     |
| Athlétisme               | Decathlon                           | Dave Johnson | 8 309 pts              | 6 août     |
| Athlétisme               | 10 000 mètres féminin               | Lynn Jennings | 31 min 19 s 89 (RN)    | 7 août     |
| Athlétisme               | Saut en longueur féminin            | Jackie Joyner-Kersee | 7,07 m                 | 7 août     |
| Aviron                   | Deux sans barreur féminin           | Stephanie Maxwell-Pierson Anna Seaton | 7 min 7 s 96           |            |
| Basket-ball              | Tournoi féminin                     | Teresa Edwards Daedra Charles Clarissa Davis Teresa Weatherspoon Tammy Jackson Victoria Orr Victoria Bullett Carolyn Jones Katrina Felicia McClain Medina Dixon Cynthia Cooper Suzanne McConnell | 88 - 74 contre Cuba    | 7 août     |
| Boxe                     | Poids mouches hommes                | Timothy Austin |                        | 7 août     |
| Canoë-kayak              | K1 1 000 mètres hommes              | Greg Barton |                        |            |
| Canoë-kayak              | K1 femmes (slalom)                  | Dana Chladek |                        |            |
| Cyclisme sur piste       | Kilomètre masculin                  | Erin Hartwell | 1 min 4 s 753          | 27 juillet |
| Cyclisme sur piste       | Poursuite individuelle féminine     | Rebecca Twigg | 3 min 43 s 218         | 31 juillet |
| Équitation               | Saut d'obstacles individuel         | Norman Dello Joio sur Irish | 4,75 -pts              |            |
| Équitation               | Dressage par équipes                | Robert Dover sur Lectron Carol Lavell sur Gifted Charlotte Bredahl sur Monsieur Michael Poulin sur Graf George                                                                                   | 4 643 -pts             |            |
| Gymnastique artistique   | Barres asymétriques femmes          | Shannon Miller | 9,962 pts              |            |
| Gymnastique artistique   | Concours général par équipes femmes | Kim Zmeskal Shannon Miller Betty Okino Kerri Strug Wendy Bruce Dominique Dawes | 394,704 pts            |            |
| Lutte                    | Poids légers hommes                 | Rodney Smith |                        |            |
| Natation                 | 50 m nage libre hommes              | Tom Jager | 22 s 30                |            |
| Natation                 | 100 m dos hommes                    | David Berkoff | 54 s 78                |            |
| Natation                 | Relais 4 x 200 m nage libre hommes  | Joe Hudepohl Melvin Stewart Jon Olsen Doug Gjertsen Scott Jaffe* Dan Jorgensen | 7 h 16 min 23 s        |            |
| Natation                 | 50 m nage libre femmes              | Angel Martino | 25 s 23                |            |
| Natation                 | 100 m dos femmes                    | Lea Loveless | 1 min 1 s 43           |            |
| Natation                 | 200 m brasse femmes                 | Anita Nall | 2 min 26 s 88          |            |
| Natation                 | 400 m 4 nages femmes                | Summer Sanders | 4 min 37 s 58          |            |
| Plongeon                 | Plateforme à 10 mètres femmes       | Mary Ellen Clark | 401,91 pts             |            |
| Tennis                   | Simple dames                        | Mary Joe Fernández |                        |            |
| Voile                    | 470 femmes                          | Jennifer Isler Pamela Healy |                        |            |
| Voile                    | Europe femmes                       | Julia Trotman |                        |            |
| Volley-ball              | Tournoi féminin                     | Liane Sato Paula Weishoff Yoko Zetterlund Elaina Oden Kimberley Oden Teee Sanders Caren Kemner Ruth Lawanson Tammy Liley Janet Cobbs Tara Cross-Battle Lori Endicott                             | 3 - 0 contre le Brésil | 8 août     |
| Volley-ball              | Tournoi masculin                    | Nick Becker Carlos Briceno Bob Ctvrtlik Scott Fortune Dan Greenbaum Brent Hilliard Bryan Ivie Douglas Partie Bob Samuelson Eric Sato Jeff Stork Steve Timmons                                    | 3 - 2 contre Cuba      | 9 août     |